# غلين كايزر
غلين كايزر (بالإنجليزية: Glenn Kaiser)‏ هو كاتب أغاني أمريكي، ولد في 21 يناير 1953 في ميلواكي في الولايات المتحدة.

## وصلات خارجية
- الموقع الرسمي
- غلين كايزر على موقع ميوزك برينز (الإنجليزية)
- غلين كايزر على موقع أول ميوزيك (الإنجليزية)
- غلين كايزر على موقع ديسكوغز (الإنجليزية)